# فيصل العنزي (لاعب كرة قدم سعودي)
فيصل عوض العنزي مواليد 20 مارس 1996 في السعودية، هو لاعب كرة قدم سعودي لعب سابقاً لنادي النهضة.

## روابط خارجية
- فيصل عوض العنزي على موقع Soccerway.com (الإنجليزية)